# Iglesia de San Francisco de Asís (Albacete)
La iglesia de San Francisco de Asís, más conocida como iglesia de Franciscanos, es un templo religioso de culto católico situado en la ciudad española de Albacete.

## Historia

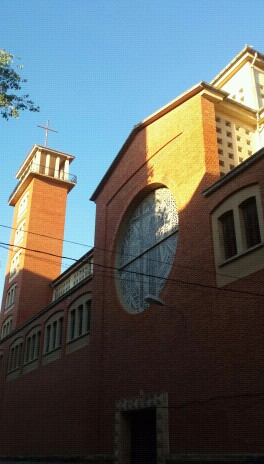
Fachada lateral de la iglesia de San Francisco de Asís desde la calle Bernabé Cantos

Los franciscanos llegaron a Albacete en 1487 y fundaron el convento de Frailes Observantes de San Francisco. Con la desamortización en el siglo XVIII, el templo quedó vacío tras su salida de la ciudad. En el siglo XIX los religiosos regresaron a la capital, restaurando su templo en 1940. En 1944 la iglesia alcanzó el estatus de parroquia.
La iglesia actual fue proyectada por el arquitecto Carlos Belmonte en 1953 mientras que la residencia adosada al templo fue diseñada por Agustín Tendero en 1970.

## Características
La parroquia está situada en el barrio de Franciscanos de la capital albaceteña. Destaca el rosetón y el imponente campanario de su fachada exterior. Forma parte del arciprestazgo número uno de la ciudad, perteneciente a la diócesis de Albacete.